# Інформаційні технології в медицині
Інформаційні технології в медицині. 
Сучасний період розвитку суспільства характеризується сильним впливом на нього інформаційних технологій, які прийшли в усі сфери людської діяльності, забезпечують поширення інформаційних потоків в суспільстві, утворюючи глобальний інформаційний простір. Вони  швидко перетворилися на життєво важливий стимул розвитку не тільки світової економіки, а й інших сфер людської діяльності.

## Інформаційні технології в медицині
Важко знайти сферу, в якій зараз не використовуються інформаційні технології. Лідерами галузі з впровадження комп'ютерних технологій є  архітектура (архітектурне проектування), машинобудування, освіта, банківська сфера і, з запізненням, медицина.
Сучасні інформаційні технології все більше використовуються в галузі охорони здоров'я, що буває зручним, а часом просто необхідним. Завдяки цьому медицина, в тому числі і нетрадиційна, набуває сьогодні абсолютно нових рис. У багатьох медичних дослідженнях просто не можливо обійтися без комп'ютера і спеціального програмного забезпечення до нього. Цей процес супроводжується суттєвими змінами в медичній теорії та практиці, пов'язаними з внесенням коректив як на етапі підготовки медичних працівників, так і для медичної практики.
Життєвий шлях кожної людини в тій чи іншій мірі перетинається з лікарями, яким ми довіряємо своє здоров'я і життя. Але образ медичного працівника та медицини в цілому останнім часом зазнає серйозних змін, і відбувається це багато в чому завдяки розвитку інформаційних технологій.
І хоча присутність інформаційних технологій стає для пацієнта вже помітною, тим не менш, це тільки мала видима частина айсберга. Отже, медицина та комп'ютерні технології - що пов'язує разом ці поняття і як цей дует працює сьогодні за кордоном і в нашій країні?

## Сучасні інформаційні технології в медичній практиці
За останні 20 років рівень застосування комп'ютерів в медицині — підвищився. Практична медицина стає все більш  автоматизованою. 
Виділяють два види комп'ютерного забезпечення: 
- програмне
- апаратне

Програмне забезпечення включає в себе системне і прикладне. У системне програмне забезпечення входить мережевий інтерфейс, який забезпечує доступ до даних на сервері. Дані, введені в комп'ютер, організовані, як правило, в базу даних, яка, в свою чергу, управляється прикладною програмою управління базою даних (СКБД) і може містити, зокрема, історії хвороби, рентгенівські знімки в оцифрованому вигляді, статистичну звітність по стаціонару, бухгалтерський облік. Прикладне забезпечення це програми, для яких, власне, і призначений комп'ютер. Це - обчислення, обробка результатів досліджень, різного роду розрахунки, обмін інформацією між комп'ютерами. Складні сучасні дослідження в медицині немислимі без застосування обчислювальної техніки. До таких досліджень можна віднести комп'ютерну томографію, томографію з використанням явища ядерно-магнітного резонансу, ультрасонографію, дослідження із застосуванням ізотопів. Кількість інформації, яка виходить за таких дослідження така величезна, що без комп'ютера людина була би нездатна її сприйняти і обробити.

## Комплексна система автоматизації діяльності медичного закладу
Розроблені медичні інформаційні системи можна розділити за наступними критеріями:
- Медичні системи, які включають в себе програми, вирішуючі вузькі завдання лікарів-спеціалістів, таких як рентгенолог, УЗД і т.д.
- Медичні системи організації діловодства лікарів та обробки медичної статистики. Лікарняні інформаційні системи.

Система збору та обробки інформації в сучасних медичних центрах повинна виконувати так багато різноманітних функцій, що їх не можна навіть описати, а вже тим більше автоматизувати в скільки-небудь короткі терміни.
Життєвий цикл автоматизованої інформаційної системи складається з п'яти основних стадій:
- Розробки системи або придбання готової системи;

- Впровадження системи;
- Супроводження програмного забезпечення;
- Експлуатації системи;
- Демонтажу системи.

## Телемедицина
Телемедицина - це галузь сучасної медицини, яка розвивалася паралельно вдосконаленню знань про тіло і здоров'я людини разом з розвитком інформаційних технологій. Сучасна медична діагностика передбачає отримання візуальної інформації про здоров'я пацієнта. Тому для формування телемедицини необхідні були інформаційні засоби, що дозволяють лікарю «бачити» пацієнта. В даний час клінічні телемедичні програми існують в багатьох інформаційно розвинених країнах світу. Інформатика - галузь науки, що вивчає структуру і загальні властивості наукової інформації, а також питання, пов'язані з її збиранням, зберіганням, пошуком, переробкою, перетворенням, поширенням і використанням у різних сферах людської діяльності. Її медична галузь, що утворилася в результаті впровадження інформаційних технологій в одну з найдавніших областей діяльності людини, сьогодні стає одним з найважливіших напрямів інтелектуального прориву медицини на нові рубежі.

## Інформаційні технології в стоматології
Сьогодні комп'ютер є в більшості стоматологічних клінік. Помітно поширені на стоматологічному ринку комп'ютерних програм - системи цифрової (дигітальної) рентгенографії, так звані радіовідеографами. Системи дозволяють детально вивчити різні фрагменти знімка зуба і пародонта, збільшити або зменшити розміри і контрастність зображень, зберегти всю інформацію в базі даних і перенести її ( при необхідності ) на папір за допомогою принтера. Найбільш відомі програми: Gendex, Trophy. Друга група програм - системи для роботи з дентальними відеокамерами. До таких програм відносяться: Vem Image, Acu Cam, Vista Cam, Telecam DMD.
Електронний документообіг модернізує обмін інформацією всередині стоматологічної клініки. Різна ступінь доступу лікарів і пацієнтів, обов'язкове використання системи шифрування для кодування діагнозів, результатів обстеження, терапевтичних, хірургічних, ортодонтичних та ін. процедур дає можливість надійно захищати будь-яку інформацію.

## Комп'ютерна томографія
Метод вивчення стану організму людини, при якому проводиться послідовне, дуже часте вимірювання тонких шарів внутрішніх органів. Ці дані записуються в комп'ютер, який на їх основі вибудовує повне об'ємне зображення. Фізичні основи вимірювань різноманітні: рентгенівські, магнітні, ультразвукові, ядерні та пр.
Сукупність пристроїв, що забезпечують вимірювання, сканування, і комп'ютер, що створює повну картину, називаються томографом.
Томографія є одним з основних прикладів впровадження нових інформаційних технологій в медицині. Створення цього методу без потужних комп'ютерів було б неможливим.

## Використання сучасних інформаційних технологій у медичних лабораторних дослідженнях
При використанні комп'ютера в лабораторних медичних дослідженнях в програму закладають певний алгоритм діагностики. Створюється база захворювань, де кожному захворюванню відповідають певні симптоми чи синдроми. У процесі тестування, використовуючи алгоритм, людині задаються питання. На підставі її відповідей підбираються симптоми (синдроми), максимально відповідної групи захворювань. Наприкінці тесту видається ця група захворювань з позначенням у відсотках - наскільки це захворювання ймовірно у даного тестування. Чим вище відсотки, тим вища ймовірність цього захворювання. 
Робляться також спроби створити таку систему (алгоритм), яка б видавала не кілька, а один діагноз. Але все це поки що на стадії розробки і тестування. Взагалі, на сьогоднішній день у світі створено понад 200 комп'ютерних експертних систем.

## Комп'ютерна флюорографія
Програмне забезпечення (ПЗ) для цифрових флюорографічних установок, розроблене в НПЦ медичної радіології, містить три основні компоненти: модуль управління комплексом, модуль реєстрації та обробки рентгенівських зображень, що включає блок створення формалізованого протоколу, і модуль зберігання інформації, що містить блок передачі інформації на відстань. Подібна структура ПЗ дозволяє з його допомогою одержувати зображення, обробляти його, зберігати на різних носіях і роздруковувати тверді копії.
Особливістю даного програмного продукту є те, що він максимально повно відповідає вимогам рішення задачі профілактичних досліджень легенів у населення. Наявність блоку програми для заповнення та зберігання протоколу дослідження у вигляді стандартизованої форми створює можливість автоматизації аналізу даних з видачею діагностичних рекомендацій, а також автоматизованого розрахунку різних статистичних показників, що дуже важливо з урахуванням значного зростання числа легеневих захворювань в різних регіонах країни. У програмному забезпеченні передбачена можливість передачі знімків і протоколів при використанні сучасних систем зв'язку (в тому числі і INTERNET) з метою консультацій діагностично складних випадків у спеціалізованих установах. На підставі даного досвіду вдалося сформулювати основні вимоги до організації та апаратно-програмного забезпечення цифрової флюорографічної служби, що знайшли відображення у проекті Методичних вказівок по організації масових обстежень грудної клітини за допомогою цифрової рентгенівської установки. Розроблене математичне забезпечення може бути використано не тільки при флюорографії, але придатне і для інших пульмонологічних додатків.

## Медичні інформаційні технології: можливості та перспективи
Використання нових інформаційних технологій в сучасних медичних центрах дозволить легко вести повний облік всіх наданих послуг, зданих аналізів, виписаних рецептів. Також при автоматизації медичної установи заповнюються електронні амбулаторні карти і історії хвороби, складаються звіти і ведеться медична статистика. Автоматизація медичних закладів - це створення єдиного інформаційного простору ЛПУ, що, в свою чергу, дозволяє створювати автоматизовані робочі місця лікарів, організовувати роботу відділу медичної статистики, створювати бази даних, вести електронні історії хвороб і об'єднувати в єдине ціле всі лікувальні, діагностичні, адміністративні, господарські та фінансові процеси. Використання інформаційних технологій в роботі поліклінік або стаціонарів значно спрощує ряд робочих процесів і підвищує їх ефективність при наданні медичної допомоги мешканцям нашого регіону.

https://web.archive.org/web/20141218183754/http://medit.org.ua/
Форум